# Raymond Mourad
Raymond Mourad (10 de noviembre de 1964) es un deportista canadiense que compitió en taekwondo. Ganó dos medallas en los Juegos Panamericanos en los años 1987 y 1999, y una medalla en el Campeonato Panamericano de Taekwondo de 2000.

## Palmarés internacional
| Juegos Panamericanos    | Juegos Panamericanos          | Juegos Panamericanos | Juegos Panamericanos |
| Año                     | Lugar                         | Medalla              | Categoría            |
| ----------------------- | ----------------------------- | -------------------- | -------------------- |
| 1987                    | Indianápolis (Estados Unidos) | Medalla de plata     | –58 kg               |
| 1999                    | Winnipeg (Canadá)             | Medalla de bronce    | –58 kg               |
| Campeonato Panamericano |                               |                      |                      |
| Año                     | Lugar                         | Medalla              | Categoría            |
| 2000                    | Oranjestad (Aruba)            | Medalla de plata     | –62 kg               |